# Браун, Джейсон (фигурист)
Джейсон Браун (англ. Jason Brown; род. 15 декабря 1994, Лос-Анджелес) — американский фигурист, выступающий в одиночном катании. Бронзовый призёр Олимпийских игр 2014 года в командном соревновании. Серебряный призёр чемпионата четырёх континентов (2020) и бронзовый призёр чемпионата четырёх континентов (2018). Чемпион США (2015), четырёхкратный серебряный призёр чемпионата США (2014, 2020, 2023, 2024), трёхкратный бронзовый призёр чемпионата США (2017, 2019, 2021). Чемпион командного чемпионата мира (2015, 2023, 2025), серебряный призёр командного чемпионата мира (2017), бронзовый призёр командного чемпионата мира (2021).
По состоянию на 30 марта 2025 года занимает 24-е место в рейтинге Международного союза конькобежцев.

## Карьера

### Начальный этап
Джейсон Браун родился в США (Лос-Анджелес) 15 декабря 1994 года. С юных лет начал заниматься фигурным катанием. В юниорском чемпионате США дебютировал в 2010 году и сразу стал чемпионом. В следующем сезоне дебютировал и в юниорской серии Гран-при.
Трижды спортсмен участвовал в юниорской серии Гран-при и дважды пробивался в финал, где лучшим местом было первое место в Квебеке в 2011 году. Годом позже в финале он занял четвёртое место. Три раза принимал участие в юниорском чемпионате мира и наивысшим его достижением на этом турнире стало 2-е место в 2013 году. Изначально он шёл как лидер юношеского турнира, но не справился с волнением и откатал плохо короткую программу, оказался на третьем месте. В острой конкуренции он сумел победить своих товарищей по американской сборной в произвольной программе, но оказался суммарно лишь на втором месте. К слову, впервые на юниорском чемпионате мира юноши одной страны (США) заняли весь пьедестал. Годом раньше спортсмен на мировом чемпионате среди юниоров оказался третьим.
C 2011 года спортсмен начал принимать участие в взрослых соревнованиях. Это был чемпионат США, на нём он долго не мог показать достойный результат.

### Сезон 2013—2014
В олимпийский сезон он выступал по осени неплохо, так стал вице-чемпионом Небельхорн в Германии. Однако в финал не сумел пробиться. Однако на чемпионате США в 2014 году он выступил превосходно (выиграв произвольную программу) и лишь то, что в короткой программе он был третьим, не позволило ему стать чемпионом США, уступив немного Джереми Эбботту, показав при этом лучшие свои результаты. Правда, официально они не фиксируются (результаты с национальных чемпионатов ИСУ не утверждает). Через час по окончании чемпионата США Джейсон Браун был включён в состав американской сборной на XXII Олимпийские игры.
Впервые на зимних Олимпийских играх было включено командное соревнование. Сборная США вошла в число команд, которые выступали в командных соревнованиях. В каждом виде выступал один спортсмен (пара), в мужском катании был заявлен Джереми Эбботт. Однако Эбботт неудачно выступил в короткой программе (7-е место), за счёт других дисциплин сборная США вышла в финал; но в мужском одиночном катание американская делегация сделала замену (правила это допускали) на произвольную программу, где был заявлен Браун. Он выступил очень неплохо для дебюта, занял 4-е место и упрочил для сборной США позиции за бронзовую медаль. На первом международном соревновании среди взрослых фигуристов Джейсон Браун выиграл бронзовую медаль. В личном турнире он оказался на 9-м месте, выступив лучше чемпиона США Эбботта. Эмоционально Браун очень устал и не решился через месяц ехать на мировое первенство.

### Послеолимпийский период
Осенью 2014 года Браун начал традиционно с немецкого Небельхорна, который он выиграл. Был вторым на этапе Гран-при в Чикаго. Однако на московском этапе Гран-при Браун перенервничал в короткой программе и оказался в середине таблицы, и даже отличное выступление в произвольной программе (был улучшен спортивный результат) не позволил ему оказаться в призёрах. На чемпионате США он после короткой программы уверенно лидировал, но с небольшими помарками прокатал произвольную, где оказался вторым. Однако в сумме впервые оказался чемпионом. В феврале 2015 года он дебютировал на чемпионате четырёх континентов в Сеуле. Браун провалил короткую программу, а в произвольной улучшил своё прежнее спортивное достижение и в том числе и в сумме. При этом он сумел войти в шестёрку чемпионата. Несмотря на неудачу Браун продолжал готовиться к своему дебютному чемпионату мира в Шанхае. В короткой программе он занял шестое место, а в произвольной пятое, что позволило ему занять общее четвёртое место. В середине апреля на заключительном старте сезоне, на командном чемпионате мира в Японии, Браун выступил великолепно, улучшив все свои прежние спортивные достижения и вернулся домой с золотой медалью.
Сезон 2015/2016 фигурист начал дома в августе в Анахайме, где он финишировал в шестёрке. Затем был старт на Мемориале Непелы, где он оказался в сумме первым. В октябре 2015 года фигурист стартовал в новом сезоне на этапе серии Гран-при Skate America в итоге он оказался на третьем месте. К удивлению многих специалистов он не сумел выиграть турнир в Австрии, где занял второе место. Снялся со своего второго этапа Гран-при из-за травмы; не смог защитить чемпионский титул на очередном национальном чемпионате 2016 года из-за болей в спине. В конце апреля 2016 года, выступая в США за команду Америки, на Кубке континентов он улучшил свои предыдущие спортивные достижение в короткой и произвольной программах.
Новый предолимпийский сезон Браун начал в начале сентября 2016 года в Бергамо на Кубке Ломбардии, где он упорно боролся за главную награду и ему немного не хватило удачи для победы. Однако через неделю дома в Солт-Лейк-Сити он в упорной борьбе выиграл один из этапов Челленджер. В середине октября американский фигурист выступал на этапе Гран-при в Чикаго, где на Кубке Америки улучшил свои прежние достижения в произвольной программе и занял второе место. В конце ноября он выступал на заключительном этапе Гран-при в Саппоро, где занял место в середине турнирной таблицы. В конце января 2017 года на национальном чемпионате в Канзасе он не сумел создать конкуренцию ведущим американским фигуристам и финишировал с бронзовой медалью. В феврале фигурист выступал в Канныне на континентальном чемпионате, который он завершил шестым. В конце марта американский одиночник выступил на мировом чемпионате в Хельсинки, где фигуристу удалось занять седьмое место. При этом он способствовал завоеванию для своей страны трёх мест на предстоящей Олимпиаде в Южной Корее и улучшил свои прежние достижения в сумме и короткой программе. Через три недели после этого фигурист был отправлен на командный чемпионат мира, где он выступил очень неплохо. В свою копилку он добавил бронзовую медаль командного чемпионата и улучшил свои прежние достижения в короткой программе и сумме.

### Второй олимпийский сезон
В конце июля американский одиночник начал олимпийский сезон 2017/18 в Анахайме, где на летнем турнире занял второе место. В сентябре фигурист выступал в Бергамо, где на Кубке Ломбардии он вновь финишировал с серебряной медалью. Через месяц фигурист стартовал в серии Гран-при на канадском этапе, где он в упорной борьбе финишировал вновь с серебряной медалью. Через две недели стартовал на японском этапе серии Гран-при, где финишировал рядом с пьедесталом. По результатам участия в Гран-при не сумел пробиться в Финал Гран-при, однако по ряду причин китайский одиночник Боян Цзинь снялся с финала и Браун заменил его. На самом Финале в Нагое спортсмен выступил не совсем удачно и занял последнее место. На национальном чемпионате в начале года его выступление было неудачным, он финишировал только шестым. Принимая во внимание, что между чемпионатом четырёх континентов и Олимпийскими играми две недели американская федерация на континентальный чемпионат отправила второй состав и Браун попал в последний момент. Однако там, в Тайбэе он выступил превосходно, был лучшим фигуристом США и финишировал с бронзовой медалью.
По окончании сезона фигурист высказал благодарность своему прежнему тренеру и сменил своего наставника. С сезона 2018/2019 тренируется у Брайана Орсера.

### Сезон 2018—2019
Начал сезон на турнире Autumn Classic International 2018 в Канаде, где стал четвертым. На этапе в Канаде в короткой программе допустил ряд ошибок и стал одиннадцатым, в произвольной программе стал шестым, в итоговом зачёте занял шестое место. На этапе Гран-при во Франции, улучшив свои достижения в короткой программе, выиграл её. В произвольной программе стал третьим, по результатам двух программ выиграл серебряную медаль. На золотом коньке Загреба 2018 стал первым, улучшив свои достижения в произвольной программе и по сумме двух программ.
На чемпионате США 2019 года, заняв второе место в короткой программе и третье в произвольной программе, завоевал бронзовую медаль. На чемпионате четырех континентов занимал шестое место после короткой программы, в произвольной стал четвёртым, в итоге занял пятое место. На чемпионате мира в Сайтаме в короткой программе чисто исполнил тройной флип, тройной аксель, тройной лутц в каскаде с тройным тулупом, сделал все непрыжковые элементы на четвёртый уровень и выиграл малую серебряную медаль. В произвольной программе допустил много ошибок и стал четырнадцатым, в итоговом зачёте занял девятое место.

### Сезон 2019—2021
В новом сезоне 2019/20 на этапе Гран-при Skate America 2019 занимал четвёртое место после короткой программы, в произвольной программе показал хороший прокат и в итоге завоевал серебряную медаль турнира. На этапе Гран-при NHK Trophy 2019 занял пятое место в общем зачёте и не сумел отобраться в финал Гран-при. На чемпионате США 2020 по итогам обеих программ стал вторым и завоевал серебряную медаль. На чемпионате четырех континентов 2020 года после короткой программы, показав безошибочный прокат, занимал третье место. В произвольной программе сдвоил запланированный четверной тулуп, остальные элементы исполнил без ошибок и стал вторым. По итогам двух программ завоевал серебряную медаль. Браун был заявлен на чемпионат мира 2020, но из-за пандемии коронавируса соревнование было отменено.
Сезон 2020/21 Браун начал на национальном чемпионате, где он выиграл бронзовую медаль. На чемпионате мира 2021 года в Стокгольме после короткой программы занимал седьмое место. В произвольной программе стал восьмым, завершил турнир на седьмом месте. В апреле 2021 года участвовал на командном чемпионате мира, где сборная США, капитаном которой являлся Браун, завоевала серебряную медаль.

### Сезон 2021—2022
Новый олимпийский сезон 2021/22 начал на «челленджере» Finlandia Trophy 2021, где выиграл золотую медаль. На обоих этапах Гран-при Браун завоевал медали: на Skate Canada стал серебряным призёром, Internationaux de France завоевал бронзовую медаль. Эти результаты позволили ему выйти в финал Гран-при, однако из-за ограничений, введённых в связи с распространением омикрон-штамма, турнир был отменён. На чемпионате США после короткой программы занимал четвёртое место. В произвольной программе стал третьим, по итогам двух программ завоевал оловянную медаль, уступив бронзовому призёру Винсенту Чжоу лишь 0,38 баллов. После национального чемпионата решением федерации фигурного катания США Браун был включён в состав сборной США на Олимпийские игры в Пекине.
На Олимпийских играх без ошибок исполнил свою короткую программу и занял промежуточное шестое место с новым личным рекордом в 97,24 баллов. В произвольной программе в каскаде с тройным лутцем вместо тройного прыгнул двойной сальхов, остальные элементы исполнил без ошибок и также стал шестым. За две программы набрал 281,24 балла и завершил турнир на шестом месте.

### Сезон 2022—2023
В октябре 2022 года выступил на турнире Japan Open, в произвольной программе занял пятое место, а в составе сборной США выиграл серебряную медаль. На чемпионате США 2023 года занял второе место в короткой программе, в произвольной программе уступил 0,32 балла Илье Малинину и 0,72 балла Эндрю Торгашеву и стал третьим, по итогам двух программ завоевал серебряную медаль.

## Личная жизнь
Джейсон — средний ребёнок в семье Стива и Марлы Браунов. Отец — совладелец осветительного бизнеса. Мать — бывший телепродюсер. Имеет старшую сестру Джордан и младшего брата Дилана. По национальности — еврей.
В июне 2021 года совершил каминг-аут, объявив о своей гомосексуальности.

## Программы
| Сезон     | Короткая программа | Произвольная программа | Показательные выступления |
| --------- | --- | --- | --- |
| 2024—2025 | - «Тарзан. Легенда» Руперт Грегсон-Уильямс хореография: Рохен Уорд                                                                                   | - «Spiegel im Spiegel» Арво Пярт хореография: Рохен Уорд | |
| 2023—2024 | - «Adios» Бенджамин Клементин хореография: Рохен Уорд                                                                                                | - «Тарзан. Легенда» Руперт Грегсон-Уильямс хореография: Рохен Уорд | |
| 2022—2023 | - «Melancholy» Алексей Косенко хореография: Рохен Уорд                                                                                               | - «The Impossible Dream» в исполнении Джоша Гробана хореография: Рохен Уорд                                                                                                 | - «Everybody (Backstreet’s Back)» - «Larger Than Life» Backstreet Boys                                                                                             |
| 2021—2022 | - «Sinnerman» Нина Симон хореография: Рохен Уорд | - «Список Шиндлера» (саундтрек) Джон Уильямс в исполнении Ицкаха Перлмана хореография: Дэвид Уилсон                                                                         | - «I Lived» OneRepublic |
| 2020—2021 | - «Sinnerman» Нина Симон хореография: Рохен Уорд | - «Slaughter on Tehth Avenue» Ричард Роджерс хореография: Дэвид Уилсон | - «Melahcholy» Алексей Косенко |
| 2019—2020 | - «I Can't Go On Without You» Kaleo хореография: Рохен Уорд                                                                                          | - «Auschwitz-Birkenau» - «Jewish Town (Kraków Ghetto – Winter ’41)» - «Theme from Schindler’s List» (саундтрек из «Список Шиндлера») Джон Уильямс хореография: Дэвид Уилсон | - «Greased Lightnin'» Glee cast version |
| 2018—2019 | - «Love is a Bitch» Two feet хореография: Рохен Уорд                                                                                                 | - «Old Friends» - «Bookends» - «A Hazy Shade of Winter» Пол Саймон в исполнении Simon & Garfunkel хореография: Дэвид Уилсон                                                 | - «Can't Stop the Feeling!» Джастин Тимберлейк хореография: Рохен Уорд                                                                                             |
| 2017—2018 | - «The Room Where It Happens» (из мюзикла «Гамильтон») Лин-Мануэль Миранда хореография: Рохен Уорд                                                   | - «The Scent of Love» (из фильма «Пианино») Майкл Найман хореография: Рохен Уорд - «Inner Love» Максим Родригес хореография: Рохен Уорд                                     | - «Can't Stop the Feeling!» Джастин Тимберлейк хореография: Рохен Уорд - «Waving Through a Window» (из «Дорогой Эван Хэнсен») Пасек и Пол в исполнении Бена Платта |
| 2016—2017 | - «Writing's on the Wall» Сэм Смит - «Appassionata» Secret Garden хореография: Рохен Уорд                                                            | - «The Scent of Love» (из фильма «Пианино») Майкл Найман хореография: Рохен Уорд                                                                                            | - «Signed, Sealed, Delivered I'm Yours» Стиви Уандер в исполнении Майкла Макдональда - «Canned Heat» Jamiroquai                                                    |
| 2015—2016 | - «Appassionata» Secret Garden хореография: Рохен Уорд - «Love is Blindness» (из фильма «Великий Гэтсби») The Grey Orchestra хореография: Рохен Уорд | - «The Scent of Love» (из фильма «Пианино») Майкл Найман хореография: Рохен Уорд                                                                                            | - «Writing's on the Wall» Сэм Смит - «Canned Heat» Jamiroquai - Хип-хоп mix                                                                                        |
| 2014—2015 | - «Juke» Little Walters хореография: Рохен Уорд | - «Тристан и Изольда» Максим Родригес хореография: Рохен Уорд | - Хип-хоп mix - «Cotton-Eyed Joe» Rednex |
| 2013—2014 | - «The Question of U» Принс хореография: Рохен Уорд                                                                                                  | - «Reel Around the Sun» Билл Уилан хореография: Рохен Уорд | - «U Can't Touch This» MC Hammer хореография: Рохен Уорд и Кори Аде                                                                                                |
| 2012—2013 | - «The Question of U» Принс хореография: Рохен Уорд                                                                                                  | - «Liebesträume» Ференц Лист хореография: Рохен Уорд | - «A Drop in the Ocean» Рон Поуп хореография: Рохен Уорд - «U Can't Touch This» MC Hammer хореография: Рохен Уорд и Кори Аде                                       |
| 2011—2012 | - «Grand Guignol» Bajofondo Tango Club | - «Flow Like Water» (из фильма «Повелитель стихий») Джеймс Ньютон Ховард хореография: Рохен Уорд                                                                            | - «A Drop in the Ocean» Рон Поуп хореография: Рохен Уорд |

## Спортивные достижения
| Соревнования                             | 09/10                        | 10/11                        | 11/12                        | 12/13                        | 13/14                        | 14/15                        | 15/16                        | 16/17                        | 17/18                        | 18/19                        | 19/20                        | 20/21                        | 21/22                        | 22/23                        | 23/24                        | 24/25                        |
| Международные индивидуальные             | Международные индивидуальные | Международные индивидуальные | Международные индивидуальные | Международные индивидуальные | Международные индивидуальные | Международные индивидуальные | Международные индивидуальные | Международные индивидуальные | Международные индивидуальные | Международные индивидуальные | Международные индивидуальные | Международные индивидуальные | Международные индивидуальные | Международные индивидуальные | Международные индивидуальные | Международные индивидуальные |
| ---------------------------------------- | ---------------------------- | ---------------------------- | ---------------------------- | ---------------------------- | ---------------------------- | ---------------------------- | ---------------------------- | ---------------------------- | ---------------------------- | ---------------------------- | ---------------------------- | ---------------------------- | ---------------------------- | ---------------------------- | ---------------------------- | ---------------------------- |
| Олимпийские игры                         |                              |                              |                              |                              | 9                            |                              |                              |                              |                              |                              |                              |                              | 6                            |                              |                              |                              |
| Чемпионаты мира                          |                              |                              |                              |                              |                              | 4                            |                              | 7                            |                              | 9                            | С                            | 7                            |                              | 5                            | 5                            | 8                            |
| Чемпионаты четырёх континентов           |                              |                              |                              |                              |                              | 6                            |                              | 6                            | 3                            | 5                            | 2                            |                              |                              |                              |                              |                              |
| Финалы Гран-при                          |                              |                              |                              |                              |                              |                              |                              |                              | 6                            |                              |                              |                              | C                            |                              |                              |                              |
| Этапы Гран-при. Internationaux de France |                              |                              |                              |                              | 3                            |                              |                              |                              |                              | 2                            |                              |                              | 3                            |                              |                              |                              |
| Этапы Гран-при. NHK Trophy               |                              |                              |                              |                              |                              |                              |                              | 7                            | 4                            |                              | 5                            |                              |                              |                              |                              | 7                            |
| Этапы Гран-при. Rostelecom Cup           |                              |                              |                              |                              |                              | 5                            |                              |                              |                              |                              |                              |                              |                              |                              |                              |                              |
| Этапы Гран-при. Skate America            |                              |                              |                              |                              | 5                            | 2                            | 3                            | 2                            |                              |                              | 2                            |                              |                              |                              |                              |                              |
| Этапы Гран-при. Skate Canada             |                              |                              |                              |                              |                              |                              |                              |                              | 2                            | 6                            |                              |                              | 2                            |                              |                              | 8                            |
| Челленджеры. Мемориал Ондрея Непелы      |                              |                              |                              |                              |                              |                              | 1                            |                              |                              |                              |                              |                              |                              |                              |                              |                              |
| Челленджеры. Золотой конёк Загреба       |                              |                              |                              |                              |                              |                              |                              |                              |                              | 1                            | 1                            |                              |                              |                              |                              |                              |
| Челленджеры. Autumn Classic              |                              |                              |                              |                              |                              |                              |                              |                              |                              | 4                            |                              |                              |                              |                              |                              |                              |
| Челленджеры. Finlandia Trophy            |                              |                              |                              |                              |                              |                              |                              |                              |                              |                              |                              |                              | 1                            |                              |                              |                              |
| Челленджеры. Icechallenge                |                              |                              |                              |                              |                              |                              | 2                            |                              |                              |                              |                              |                              |                              |                              |                              |                              |
| Челленджеры. Lombardia Trophy            |                              |                              |                              |                              |                              |                              |                              | 2                            | 2                            |                              |                              |                              |                              |                              |                              |                              |
| Челленджеры. Nebelhorn Trophy            |                              |                              |                              |                              |                              | 1                            |                              |                              |                              |                              |                              |                              |                              |                              |                              |                              |
| Челленджеры. U.S. Classic                |                              |                              |                              |                              |                              |                              |                              | 1                            |                              |                              |                              |                              |                              |                              |                              |                              |
| Челленджеры. Warsaw Cup                  |                              |                              |                              |                              |                              |                              |                              |                              |                              |                              |                              |                              |                              |                              | 3                            |                              |
| Nebelhorn Trophy                         |                              |                              |                              |                              | 2                            |                              |                              |                              |                              |                              |                              |                              |                              |                              |                              |                              |
| Shanghai Trophy                          |                              |                              |                              |                              |                              |                              |                              |                              |                              |                              |                              |                              |                              |                              |                              | 3                            |
| Международные командные                  |                              |                              |                              |                              |                              |                              |                              |                              |                              |                              |                              |                              |                              |                              |                              |                              |
| Олимпийские игры                         |                              |                              |                              |                              | 3                            |                              |                              |                              |                              |                              |                              |                              |                              |                              |                              |                              |
| Командные чемпионаты мира                |                              |                              |                              |                              |                              | 1                            |                              | 3                            |                              |                              |                              | 2                            |                              | 1                            |                              | 1                            |
| Japan Open                               |                              |                              |                              |                              |                              |                              |                              |                              |                              |                              |                              |                              |                              | 2                            | 2                            |                              |
| Национальные                             |                              |                              |                              |                              |                              |                              |                              |                              |                              |                              |                              |                              |                              |                              |                              |                              |
| Чемпионаты США                           |                              | 9                            | 9                            | 8                            | 2                            | 1                            |                              | 3                            | 6                            | 3                            | 2                            | 3                            | 4                            | 2                            | 2                            |                              |
| Чемпионаты США среди юниоров             | 1                            |                              |                              |                              |                              |                              |                              |                              |                              |                              |                              |                              |                              |                              |                              |                              |
| Международные среди юниоров              |                              |                              |                              |                              |                              |                              |                              |                              |                              |                              |                              |                              |                              |                              |                              |                              |
| Чемпионаты мира среди юниоров            |                              | 7                            | 3                            | 2                            |                              |                              |                              |                              |                              |                              |                              |                              |                              |                              |                              |                              |
| Финалы юниорского Гран-при               |                              |                              | 1                            | 4                            |                              |                              |                              |                              |                              |                              |                              |                              |                              |                              |                              |                              |
| Этапы юниорского Гран-при. Турция        |                              |                              |                              | 1                            |                              |                              |                              |                              |                              |                              |                              |                              |                              |                              |                              |                              |
| Этапы юниорского Гран-при. Австралия     |                              |                              | 1                            |                              |                              |                              |                              |                              |                              |                              |                              |                              |                              |                              |                              |                              |
| Этапы юниорского Гран-при. Италия        |                              |                              | 2                            |                              |                              |                              |                              |                              |                              |                              |                              |                              |                              |                              |                              |                              |
| Этапы юниорского Гран-при. Франция       |                              | 2                            |                              | 2                            |                              |                              |                              |                              |                              |                              |                              |                              |                              |                              |                              |                              |
| Этапы юниорского Гран-при. Япония        |                              | 6                            |                              |                              |                              |                              |                              |                              |                              |                              |                              |                              |                              |                              |                              |                              |